# マーチャントネイビー
マーチャントネイビー (Merchant Navy) はオーストラリア生産、同国及びアイルランド調教の競走馬、種牡馬である。主な勝ち鞍は2017年のクールモアスタッドステークス(GI)、2018年のダイヤモンドジュビリーステークス(GI)。

## 戦績
2014年11月14日にオーストラリアで誕生。2016年のイースター1歳馬セールに上場され、セジェンホースタッド(Segenhoe Stud)のピーター・オブライエンによって35万オーストラリアドルによって落札された。
2017年3月にデビューすると、無傷の4連勝で重賞制覇を果たす。しかし、デビュー5戦目で初のG1出走となったゴールデンローズステークスでは10着と大敗を喫してしまう。レース後、デビュー以来所属していたシアロン・マー厩舎からアーロン・パーセル厩舎へと転厩した。転厩初戦のクールモアスタッドステークスを制し、G1初制覇。
クールモアスタッドステークス制覇の翌月、クールモアスタッドによって種牡馬としての権利が購入され、引退後は父ファストネットロックと同じ クールモア・オーストラリアで種牡馬入りすることが決まった。購入金額は推定で3000万オーストラリアドル以上とされる。クールモア・オーストラリアのトム・マグニア場長は「ファストネットロックの最良の後継スプリンターを手に入れることができて胸が躍る思いです」とコメントした。
ロイヤルアスコット開催への挑戦のため、2018年4月にアイルランドのエイダン・オブライエン厩舎に移籍。移籍初戦ではグリーンランズステークスでは気候の変化にまだ不慣れな状態ながら快勝すると、本番のダイヤモンドジュビリーステークスでは南半球ではまだ3歳馬の馬齢ながら他の古馬と同斤量を背負う不利を跳ね除けて勝利し、南北両半球でのG1制覇を達成した。
その後、オブライエン師はジュライカップへ出走させる希望を持っていたが、6月29日に現役引退と種牡馬入りが発表された。

### 競走成績
以下の内容は、Racing Postの情報に基づく。
| 出走日     | 競馬場               | 競走名                           | 格 | 距離    | 着順 | 騎手             | 着差     | 1着（2着）馬        |
| ---------- | -------------------- | -------------------------------- | -- | ------- | ---- | ---------------- | -------- | ------------------- |
| 2017.03.02 | レーシングコムパーク | 未勝利                           |    | 芝1200m | 1着  | M.ザーラ         | 1馬身3/4 | （Aberro）          |
| 0000.04.05 | ラドブロークスパーク | ハンデキャップ競走               |    | 芝1400m | 1着  | M.ザーラ         | 1馬身    | （Platinum）        |
| 0000.04.25 | フレミントン         | ANZACデーステークス              | L  | 芝1400m | 1着  | L.ノレン         | 1馬身    | （Casino Fourteen） |
| 0000.09.02 | コーフィールド       | H.D.F.マクニールステークス       | G3 | 芝1200m | 1着  | M.ザーラ         | アタマ   | （Booker）          |
| 0000.09.23 | ローズヒルガーデンス | ゴールデンローズステークス       | G1 | 芝1400m | 10着 | M.ザーラ         | 8馬身1/2 | Trapeze Artist      |
| 0000.11.04 | フレミントン         | クールモアスタッドステークス     | G1 | 芝1200m | 1着  | M.ザーラ         | アタマ   | （Invincible Star） |
| 2018.02.10 | コーフィールド       | ルビトンステークス               | G2 | 芝1100m | 3着  | M.ザーラ         | 1/2馬身  | （Super Cash）      |
| 0000.03.10 | フレミントン         | ニューマーケットハンデキャップ   | G1 | 芝1200m | 3着  | C.スコフィールド | クビ     | Redkirk Warrior     |
| 0000.05.26 | カラ                 | グリーンランズステークス         | G2 | 芝6f    | 1着  | R.ムーア         | 1馬身    | （Spirit Of Valor） |
| 0000.06.23 | アスコット           | ダイヤモンドジュビリーステークス | G1 | 芝6f    | 1着  | R.ムーア         | 短頭     | （City Light）      |

## 種牡馬時代
2019年からクールモア・オーストラリアで種牡馬入り。初年度の種付け料は5万5000オーストラリアドルに設定された。

### 主な産駒
- 2019年産
  - ロイヤルマーチャント（Royal Merchant）- グッドウッドハンデキャップ

## 血統表
| マーチャントネイビーの血統 | マーチャントネイビーの血統                                             | マーチャントネイビーの血統                                             | （血統表の出典）                                                       | （血統表の出典）  |
| 父系                       | デインヒル系                                                           | デインヒル系                                                           | デインヒル系                                                           | [ § 2 ]           |
| 父 Fastnet Rock 2001 鹿毛  | 父の父*デインヒル Danehill 1986 鹿毛                                   | Danzig                                                                 | Northern Dancer                                                        | Northern Dancer   |
| 父 Fastnet Rock 2001 鹿毛  | 父の父*デインヒル Danehill 1986 鹿毛                                   | Danzig                                                                 | Pas de Nom                                                             |                   |
| 父 Fastnet Rock 2001 鹿毛  | 父の父*デインヒル Danehill 1986 鹿毛                                   | Razyana                                                                | His Majesty                                                            | His Majesty       |
| 父 Fastnet Rock 2001 鹿毛  | 父の父*デインヒル Danehill 1986 鹿毛                                   | Razyana                                                                | Spring Adieu                                                           |                   |
| 父 Fastnet Rock 2001 鹿毛  | 父の母Piccadilly Circus 1995 鹿毛                                      | *ロイヤルアカデミーII                                                  | Nijinsky                                                               | Nijinsky          |
| 父 Fastnet Rock 2001 鹿毛  | 父の母Piccadilly Circus 1995 鹿毛                                      | *ロイヤルアカデミーII                                                  | Crimson Saint                                                          |                   |
| 父 Fastnet Rock 2001 鹿毛  | 父の母Piccadilly Circus 1995 鹿毛                                      | Gatana                                                                 | Marauding                                                              | Marauding         |
| 父 Fastnet Rock 2001 鹿毛  | 父の母Piccadilly Circus 1995 鹿毛                                      | Gatana                                                                 | Twigalae                                                               |                   |
| 母 Legally Bay 2000 栗毛   | 母の父Snippets 1984 鹿毛                                               | Lunchtime                                                              | Silly Season                                                           | Silly Season      |
| 母 Legally Bay 2000 栗毛   | 母の父Snippets 1984 鹿毛                                               | Lunchtime                                                              | Great Occasion                                                         |                   |
| 母 Legally Bay 2000 栗毛   | 母の父Snippets 1984 鹿毛                                               | Easy Date                                                              | Grand Chaudiere                                                        | Grand Chaudiere   |
| 母 Legally Bay 2000 栗毛   | 母の父Snippets 1984 鹿毛                                               | Easy Date                                                              | Scampering                                                             |                   |
| 母 Legally Bay 2000 栗毛   | 母の母Decidity 1993 鹿毛                                               | *ラストタイクーン                                                      | *トライマイベスト                                                      | *トライマイベスト |
| 母 Legally Bay 2000 栗毛   | 母の母Decidity 1993 鹿毛                                               | *ラストタイクーン                                                      | Mill Princess                                                          |                   |
| 母 Legally Bay 2000 栗毛   | 母の母Decidity 1993 鹿毛                                               | Class                                                                  | Twig Moss                                                              | Twig Moss         |
| 母 Legally Bay 2000 栗毛   | 母の母Decidity 1993 鹿毛                                               | Class                                                                  | Pirouette                                                              |                   |
| 母系(F-No.)                | 1号族(FN:1-n)                                                          | 1号族(FN:1-n)                                                          | 1号族(FN:1-n)                                                          | [ § 3 ]           |
| 5代内の近親交配            | Northern Dancer4×5×5×5＝15.63%、Twig Moss5×4＝9.38%、Natalma5×5＝6.25% | Northern Dancer4×5×5×5＝15.63%、Twig Moss5×4＝9.38%、Natalma5×5＝6.25% | Northern Dancer4×5×5×5＝15.63%、Twig Moss5×4＝9.38%、Natalma5×5＝6.25% | [ § 4 ]           |
| 出典                       | 1. 2. 3. 4.                                                            | 1. 2. 3. 4.                                                            | 1. 2. 3. 4.                                                            | 1. 2. 3. 4.       |

- 母リーガリーベイ(Legally Bay)は豪G2スイートエンブレイスステークスの勝ち馬[7]。
- 全兄ジョリーベイ(Jolie Bay)は豪G2ローマンコンサルステークスの勝ち馬で、クールモアスタッドステークス2着の実績を持つ[8]。